# Liste der Biografien/Lu
Liste der Biografien |
Portal Biografien |
Personensuche
# |
A |
B |
C |
D |
E |
F |
G |
H |
I |
J |
K |
L |
M |
N |
O |
P |
Q |
R |
S |
T |
U |
V |
W |
X |
Y |
Z |
?
 
La |
Lb |
Lc |
Le |
Lg |
Lh |
Li |
Lj |
Ll |
Lm |
Lo |
Lp |
Lt |
Lu |
Lv |
Lw |
Lx |
Ly |
Lz
 
Lua |
Lub |
Luc |
Lud |
Lue |
Luf |
Lug |
Luh |
Lui |
Luj |
Luk |
Lul |
Lum |
Lun |
Luo |
Lup |
Luq |
Lur |
Lus |
Lut |
Luu |
Luv |
Luw |
Lux |
Luy |
Luz
Die Liste der Biografien führt alle Personen auf, die in der deutschsprachigen Wikipedia einen Artikel haben. Dieses ist eine Teilliste mit 115 Einträgen von Personen, deren Namen mit den Buchstaben „Lu“ beginnt.

## Lu
- Lü, Kaiserin der chinesischen Han-Dynastie 180 v. Chr.
- Lü Buwei, chinesischer Kaufmann, Politiker und Philosoph
- Lu Chenwei (* 1991), chinesischer Snookerspieler
- Lu Chunlong (* 1989), chinesischer Trampolinturner
- Lu Decheng, chinesischer Dissident
- Lü Gong, chinesischer Kommandeur
- Lü Haihuan (1843–1927), chinesischer Diplomat
- Lu Hao (* 1969), chinesischer Künstler (Malerei und Installation)
- Lü Haotian (* 1997), chinesischer Snookerspieler
- Lu Hengnan (* 1996), chinesischer Eishockeyspieler
- Lu Ji, chinesischer Gelehrter
- Lu Ning (* 1994), chinesischer Snookerspieler
- Lu Ping-en (* 1997), taiwanischer Eishockeyspieler
- Lu Shuitian (1894–1978), chinesischer Kampfsportler und Meister des Baguazhang
- Lu Stout, Kristie (* 1974), US-amerikanische Journalistin und Moderatorin
- Lu Ying-chi (* 1985), taiwanische Gewichtheberin
- Lu Zhonglian, chinesischer Philosoph
- Lu, Annette (* 1944), taiwanische Politikerin
- Lü, Bicheng (1883–1943), chinesische Autorin und Frauenrechtlerin
- Lu, Bin (* 1987), chinesischer Sprinter
- Lü, Bin (* 1994), chinesischer Boxer
- Lü, Bu († 198), chinesischer General und KriegsherrLü Bu († 198)

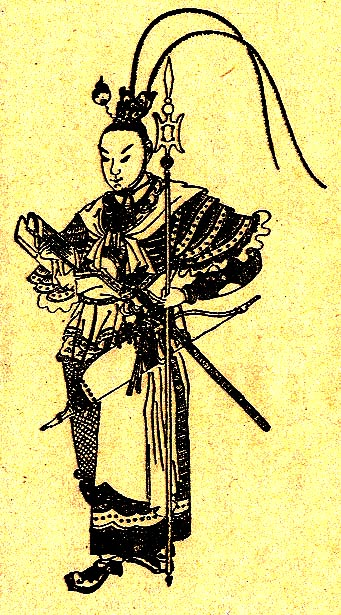
Lü Bu († 198)

- Lu, Chia-bin (* 1990), taiwanischer Badmintonspieler
- Lu, Chien Chien, taiwanische Jazzmusikerin (Vibraphon, Perkussion)
- Lu, Ching-yao (* 1993), taiwanischer Badmintonspieler
- Lu, Chuan (* 1971), chinesischer Drehbuchautor und Filmregisseur
- Lu, Chuanzan (1932–2018), chinesischer Politiker
- Lu, Connie C., Chemikerin
- Lü, Dai (161–256), Offizier der chinesischen Wu-Dynastie
- Lu, Deming († 630), chinesischer konfuzianischer Gelehrter und Philologe
- Lu, Donald (* 1966), US-amerikanischer Diplomat, US-Botschafter in Kirgisistan
- Lu, Ed (* 1963), US-amerikanischer Astronaut
- Lü, Fan († 228), chinesischer General der Wu-Dynastie
- Lu, Feng (* 1979), chinesischer Bildhauer
- Lü, Francis Shouwang (1966–2011), chinesischer Geistlicher, römisch-katholischer Bischof von Yichang
- Lü, Gengsong (* 1956), chinesischer Bürgerrechtler und regimekritischer Schriftsteller
- Lu, Gongxun (1933–2023), chinesischer Politiker
- Lu, Han (1895–1974), chinesischer General
- Lu, Hao (* 1967), chinesischer Politiker
- Lu, Haodong (1868–1895), chinesischer Revolutionär und Freund Sun Yat-sens
- Lu, Huali (* 1972), chinesische Ruderin
- Lü, Huihui (* 1989), chinesische Speerwerferin
- Lu, Jerry (* 1992), deutsch-chinesischer Jazzmusiker (Piano)
- Lu, Jessica (* 1985), US-amerikanische Schauspielerin und Model
- Lu, Jia Xiang (* 1989), chinesische Tennisspielerin
- Lu, Jiajing (* 1989), chinesische Tennisspielerin
- Lü, Jiamin (* 1946), chinesischer Schriftsteller
- Lu, Jiawen (* 2002), chinesische Hochspringerin
- Lu, Jiaxi (* 1997), chinesische Tennisspielerin
- Lu, Jingjing (* 1989), chinesische Tennisspielerin
- Lu, Jingqing (1907–1993), chinesische Dichterin, Essayistin und Auslandskorrespondentin
- Lu, Jiuyuan (1139–1193), chinesischer Philosoph
- Lu, Jun (* 1959), chinesischer Fußballschiedsrichter
- Lu, Jun Hong (1959–2021), australisch-chinesischer Publizist und Präsident und Direktor des Radiosenders „2OR Australia Oriental Radio“
- Lu, Kai (* 1991), chinesischer Badmintonspieler
- Lu, Kang (226–274), General der Wu-Dynastie
- Lu, Kang (* 1968), chinesischer Diplomat
- Lu, Kejian (* 1932), chinesischer Politiker
- Lu, Lan (* 1987), chinesische Badmintonspielerin
- Lu, Lea (* 1984), Schweizer Sängerin und Songwriterin
- Lu, Li (* 1976), chinesische Turnerin
- Lü, Lin (* 1969), chinesischer Tischtennisspieler
- Lu, Lisa (* 1927), US-amerikanische Schauspielerin chinesischer HerkunftLisa Lu (* 1927)

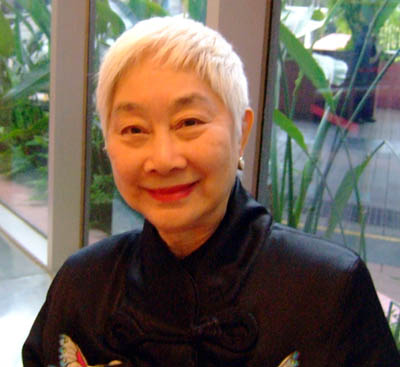
Lisa Lu (* 1927)

- Lu, Lu (* 1990), chinesische Badmintonspielerin
- Lu, Marie (* 1984), US-amerikanische Science-Fiction-Autorin
- Lü, Meng (178–219), General und Oberbefehlshaber der Wu-Dynastie
- Lu, Minjia (* 1992), chinesische Weitspringerin
- Lu, Nina (* 2003), chinesisch-amerikanische Schauspielerin
- Lu, Pei (* 1956), chinesisch-amerikanischer Komponist und Musikpädagoge
- Lu, Peter (* 1978), US-amerikanisch-kanadischer Physiker
- Lü, Qin (* 1962), chinesischer Xiangqi-Spieler
- Lü, Rita (* 1959), deutsche Zeichnerin, Malerin und Installationskünstlerin
- Lu, Ruihua (1938–2025), chinesischer Politiker
- Lu, Shanglei (* 1995), chinesischer Schachspieler
- Lu, Sheng You (* 1946), taiwanischer Forscher
- Lu, Shuhai (* 1966), chinesischer Eisschnellläufer
- Lu, Sidao (531–582), chinesischer Literat
- Lu, Su (172–217), militärischer Stratege der Wu-Dynastie
- Lu, Wei (* 2005), chinesische Wasserspringerin
- Lu, Wen-hsiung († 2010), taiwanischer Golfspieler
- Lu, Wenchao (1717–1795), konfuzianischer Gelehrter
- Lu, Wenfu (1928–2005), chinesischer Schriftsteller
- Lu, Wenyu (* 1967), chinesische Architektin
- Lu, Xiangyang (* 1962), chinesischer Unternehmer und einer der Gründer des Batterie- und Automobilherstellers BYD
- Lü, Xiaojun (* 1984), chinesischer Gewichtheber
- Lu, Xiaoxin (* 1989), chinesische Diskuswerferin
- Lu, Xiujing (406–477), Daoist und Gelehrter aus der Zeit der Liu-Song-Dynastie
- Lü, Xiuzhi (* 1993), chinesische Geherin
- Lu, Xun (183–245), chinesischer General
- Lu, Xun (1881–1936), chinesischer Schriftsteller und Leitfigur der modernen, chinesischen LiteraturLu Xun (1881–1936)

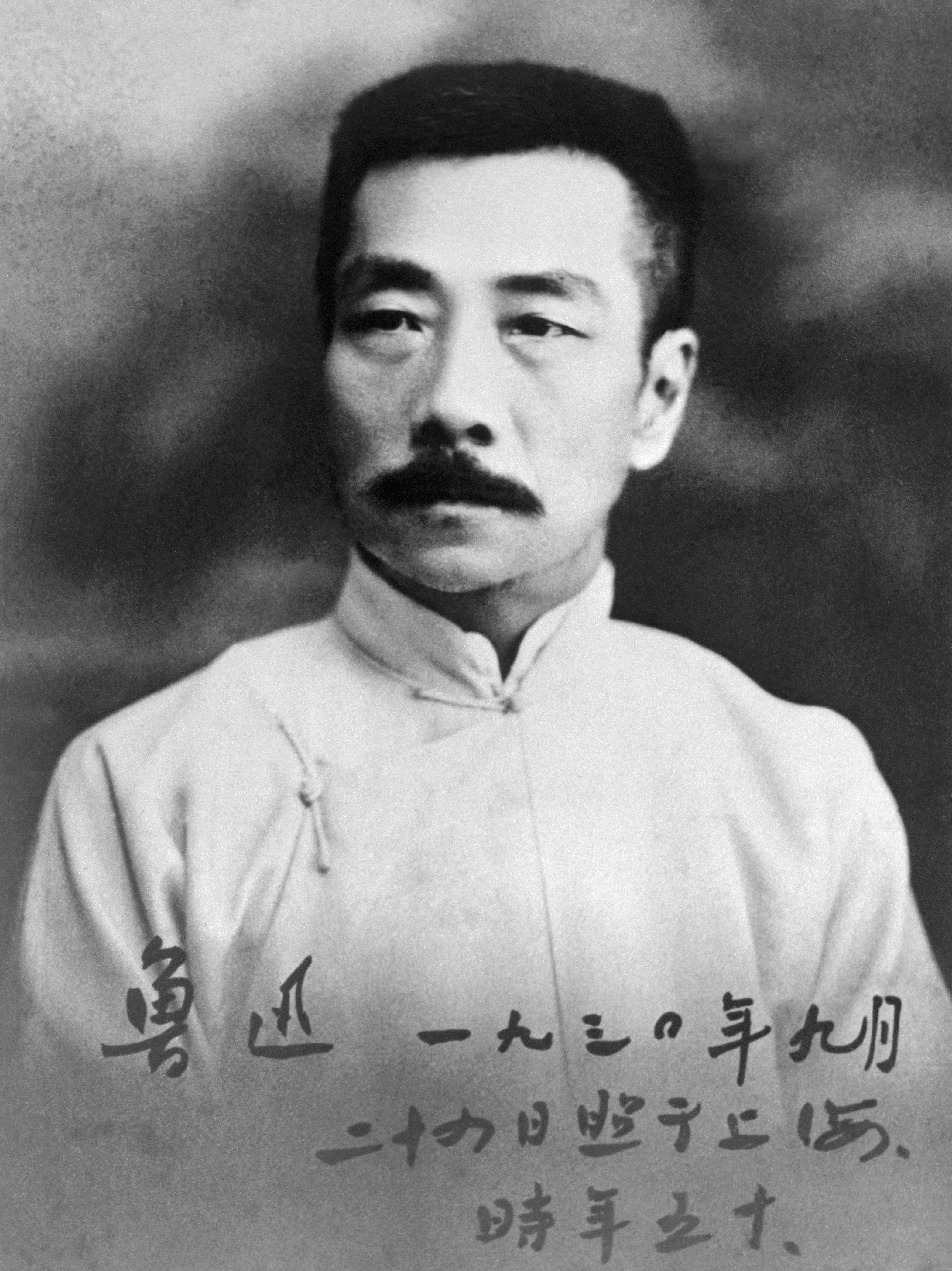
Lu Xun (1881–1936)

- Lu, Yan (* 1976), chinesische Chemikerin und Hochschullehrerin
- Lu, Yanshao (1909–1993), chinesischer Maler
- Lu, Yanzhou (1928–2006), chinesischer Schriftsteller, Dramatiker und Filmemacher
- Lu, Yao (* 1995), chinesischer E-Sportler
- Lu, Yen-hsun (* 1983), taiwanischer Tennisspieler
- Lü, Yi (* 1985), chinesischer Badmintonspieler
- Lu, Ying (* 1978), chinesische Badmintonspielerin
- Lu, Yong (* 1986), chinesischer Gewichtheber und Olympiasieger
- Lu, Yonghua (* 1946), chinesischer Diplomat, Botschafter der VR China in der Republik Österreich
- Lu, Yongxiang (* 1942), chinesischer Wissenschaftler, Präsident der Chinesischen Akademie der Wissenschaften
- Lu, Yu (733–804), chinesischer Gelehrter und Schriftsteller
- Lu, Yu-ling (* 1961), taiwanische Politikerin
- Lu, Yuanding (* 1929), chinesischer Architekt
- Lu, Yuansheng (* 1954), chinesischer Tischtennisspieler und -trainer
- Lü, Yue (* 1957), chinesischer Kameramann und Filmregisseur
- Lu, Yung-ting (1858–1928), Angehöriger der Zhuang
- Lu, Yunxiu (* 1996), chinesische Windsurferin
- Lu, Zhaolin († 689), chinesischer Dichter
- Lü, Zhengcao (1905–2009), chinesischer General
- Lu, Zhengxiang (1871–1949), chinesischer Politiker, Diplomat und Benediktiner
- Lü, Zhi († 180 v. Chr.), Kaiserin zur Han-Zeit
- Lü, Zhi (* 1965), chinesische Naturschutzbiologin
- Lu, Zhiquan (* 1994), chinesischer Sprinter
- Lu, Zhuo (* 1980), chinesischer Eisschnellläufer
- Lü, Zushan (* 1946), chinesischer Politiker